# Atlantische tomcod
De Atlantische tomcod (Microgadus tomcod) is een straalvinnige vis uit de familie van kabeljauwen (Gadidae), in de orde van kabeljauwachtigen (Gadiformes). De vis kan een lengte bereiken van 38 cm.

## Leefomgeving
De Atlantische tomcod (in Canada ook wel tommy cod of in het Frans poulamon genoemd) komt voor in de kustwateren en riviermondingen van Noord-Amerika van de Saint Lawrencebaai, noordelijk Newfoundland en Labrador tot Zuid-Virginia. Deze tomcod verblijft zowel in zoet als zout of brak water op relatief geringe diepte: 0 – 50 m onder het wateroppervlak.

## Relatie tot de mens
De Atlantische tomcod is voor de beroepsvisserij van beperkt belang. Er wordt wel op deze vis gehengeld. Heel bekend is de ijsvisserij op de Sainte-Anne Rivier in de buurt van Trois-Rivières in Quebec. Vanaf eind december tot midden februari wordt er op het ijs van de rivier een nederzetting gebouwd voor de vissers.

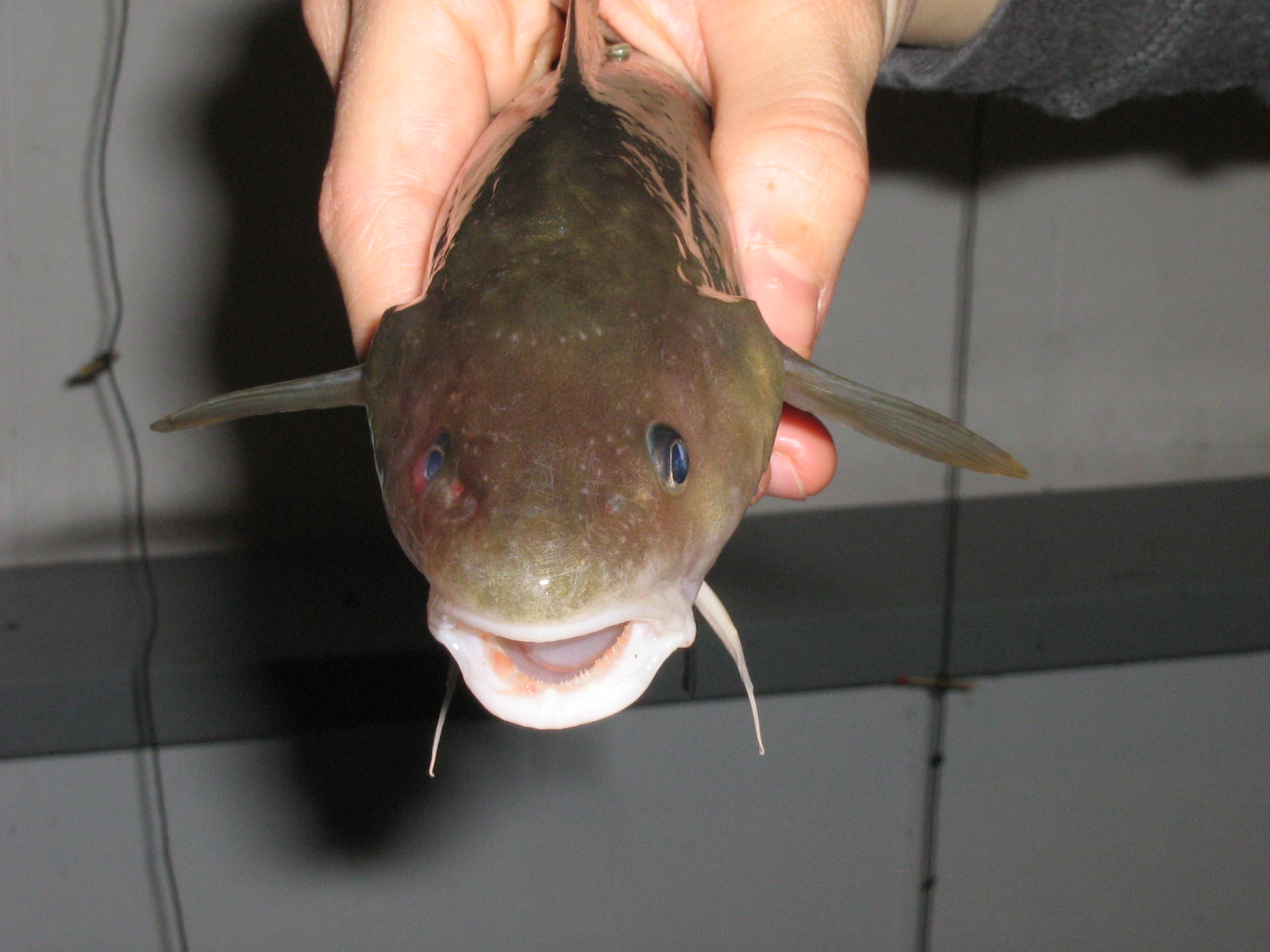
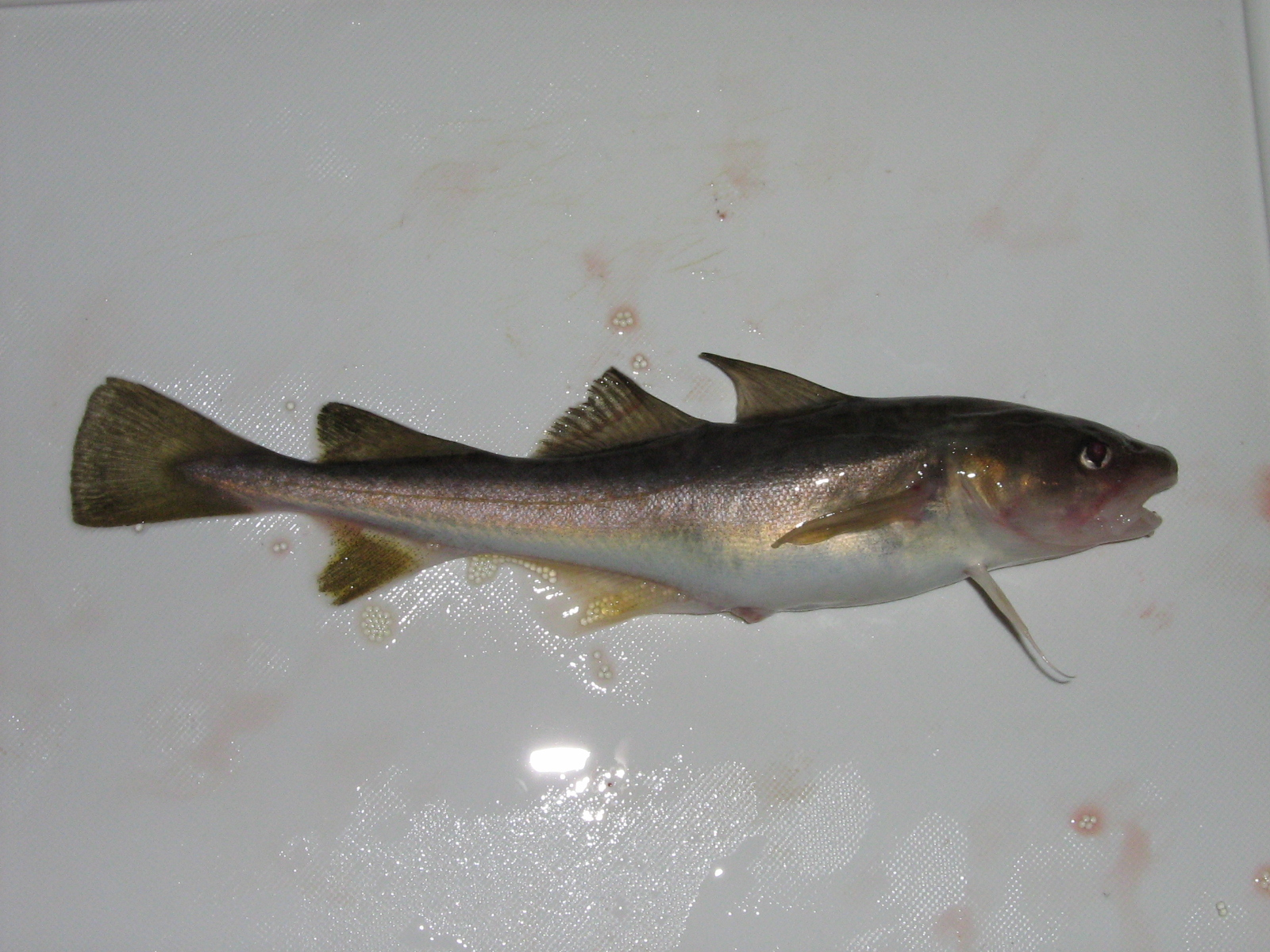